# 2016 TS97
2016 TS97 est un transneptunien de magnitude absolue 6,1.
Son diamètre est estimé à 267 km, ce qui pourrait le qualifier comme un candidat au statut de planète naine.